# Lough Rynn Castle

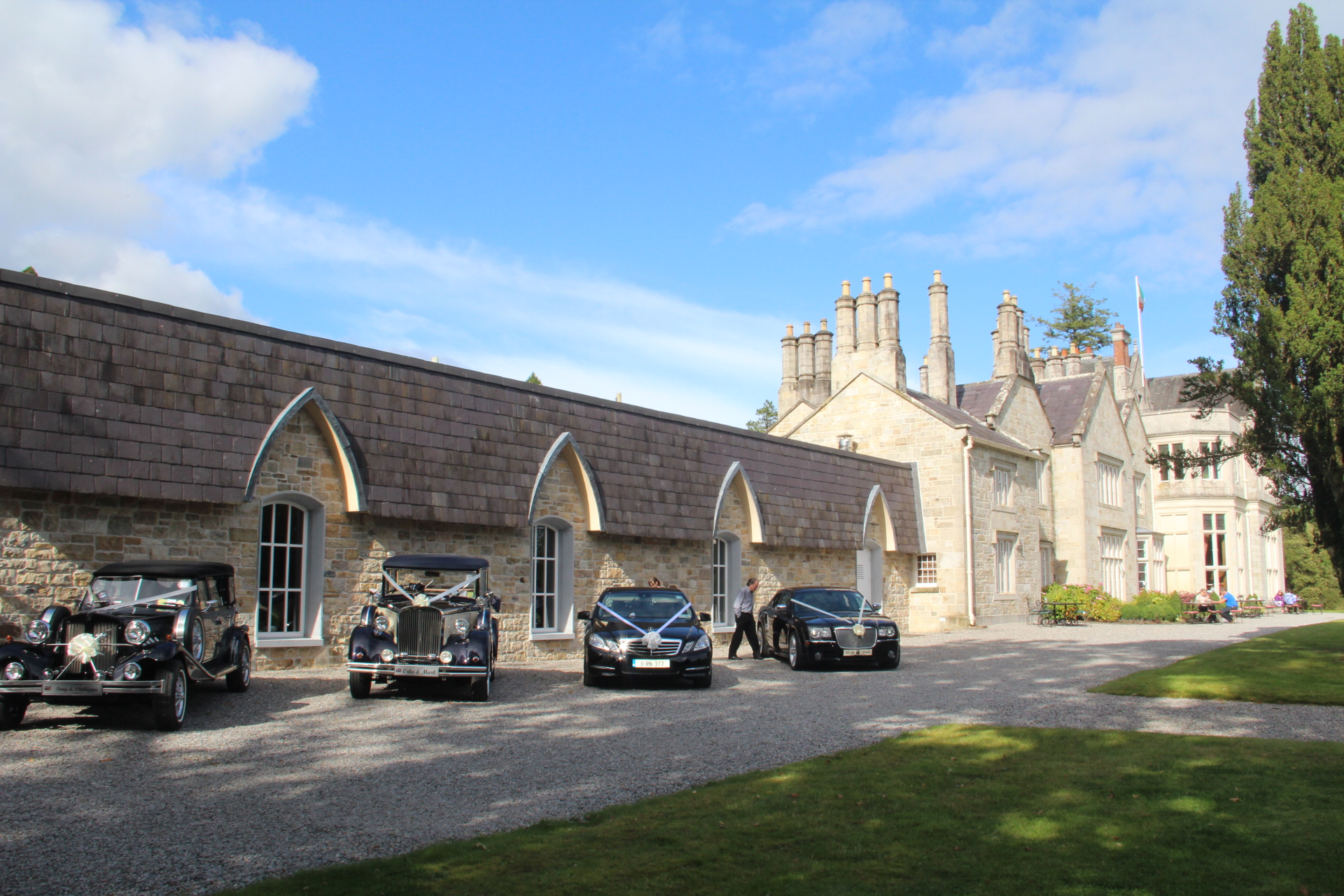
Lough Rynn Castle

Das Lough Rynn Castle (irisch Caisleán Loch na Reanna) ist ein Schloss an der Landenge zwischen den Seen Lough Rynn und Lough Erril nahe dem Ort Mohill im County Leitrim in Irland.
Es war früher der Sitz der Earls of Leitrim und wird heute als Luxushotel genutzt.
Die Geschichte des Schlosses reicht ca. 200 Jahre zurück. Das heutige Gebäude wurde 1833 von Robert Clements, 4. Earl of Leitrim, entworfen.
Neben dem Hauptgebäude gibt es einen großen Park und einen für Irland typischen Garten.
William Clements, 3. Earl of Leitrim, war davon besessen, das Gut Lough Rynn in einen Vorzeigebetrieb zu verwandeln. Er unternahm große Baumaßnahmen, gewann Land hinzu und verbot die Brandrodung. Sein größter Fortschritt war das Verbot der Landnutzung, das bisher aus diesem System bestand: Jeder Familie wurde jeweils ein Stück zugeteilt, proportional zu ihrer Beteiligung an der Gemeinschaft. Im Laufe der Jahre wurde das Stück Land kleiner, das jede Familie hatte. Damit wurden die operativen Betriebe zu klein, um die Familien zu ernähren.
Der Druid’s Altar (Clooncoe) liegt auf dem Gelände des Lough Rynn Castle.